# 숙녕옹주 (태종)
숙녕옹주(淑寧翁主, 생몰년 미상)는 조선의 옹주로, 태종의 10녀이자 서6녀이며, 어머니는 신빈 신씨이다.

## 생애
태종과 신빈 신씨(신녕궁주)의 넷째 딸이다. 1425년(세종 7년) 3월, 파성군(坡城君) 윤우(尹愚)와 혼인하여 슬하에 1남 1녀를 두었으나 1433년(세종 15년) 12월, 남편 윤우가 사망하였다. 세종이 부의(賻儀)로 쌀과 콩을 합하여 50석과 종이 150권, 정포 30필을 내리고, 관에게 장사를 보살피도록 명하였다.
숙녕옹주의 묘소는 경기도 파주시 광탄면 창만리 도마산 초등학교 북동쪽으로 약 2km 떨어진 야산 중턱에 있다.

## 가족 관계
- 아버지 : 태종(太宗, 1367 ~ 1422)

- 어머니 : 신빈 신씨(信嬪 辛氏, 1377년 ~ 1435)
  - 오빠 : 함녕군(諴寧君, 1402 ~ 1467)
  - 오빠 : 온녕군(溫寧君, 1407 ~ 1454)
  - 언니 : 정신옹주(貞信翁主, ? ~ 1452)
  - 언니 : 정정옹주(貞靜翁主, 1410 ~ 1456)
  - 언니 : 숙정옹주(淑貞翁主, 생몰년 미상)
  - 여동생 : 소신옹주(昭信翁主, ? ~ 1437)
  - 여동생 : 소숙옹주(昭淑翁主, ? ~ 1456)
  - 여동생 : 숙경옹주(淑慶翁主, 1420 ~ 1494)

시가 : 파평 윤씨(坡平 尹氏)
- 남편 : 파성군 윤우(坡城君 尹愚, ? ~ 1433)
  - 아들 : 윤원근(尹元謹)
    - 손자 : 윤장손(尹長孫)
    - 손자 : 윤형손(尹亨孫)

  - 딸 : 여산 송씨 참의(參議) 송철산(宋鐵山)과 혼인
    - 외손자 : 송자강(宋自剛)